# La Cocha
La Cocha är en kommunhuvudort i Argentina.   Den ligger i provinsen Tucumán, i den norra delen av landet, 1 000 km nordväst om huvudstaden Buenos Aires. La Cocha ligger 445 meter över havet och antalet invånare är 7 066.
Terrängen runt La Cocha är platt åt nordost, men åt sydväst är den kuperad. Runt La Cocha är det glesbefolkat, med 20 invånare per kvadratkilometer.. La Cocha är det största samhället i trakten.
Trakten runt La Cocha består till största delen av jordbruksmark.